# Mănăstireni
Mănăstireni (in ungherese Magyargyerőmonostor, in tedesco Ungarisch Klosterdorf o Deutsch Klosterdorf) è un comune della Romania di 1 707 abitanti, ubicato nel distretto di Cluj, nella regione storica della Transilvania.
Il comune è formato dall'unione di 6 villaggi: Ardeova, Bedeciu, Bica, Dretea, Mănăstireni, Mănășturu Românesc.

## Galleria d'immagini

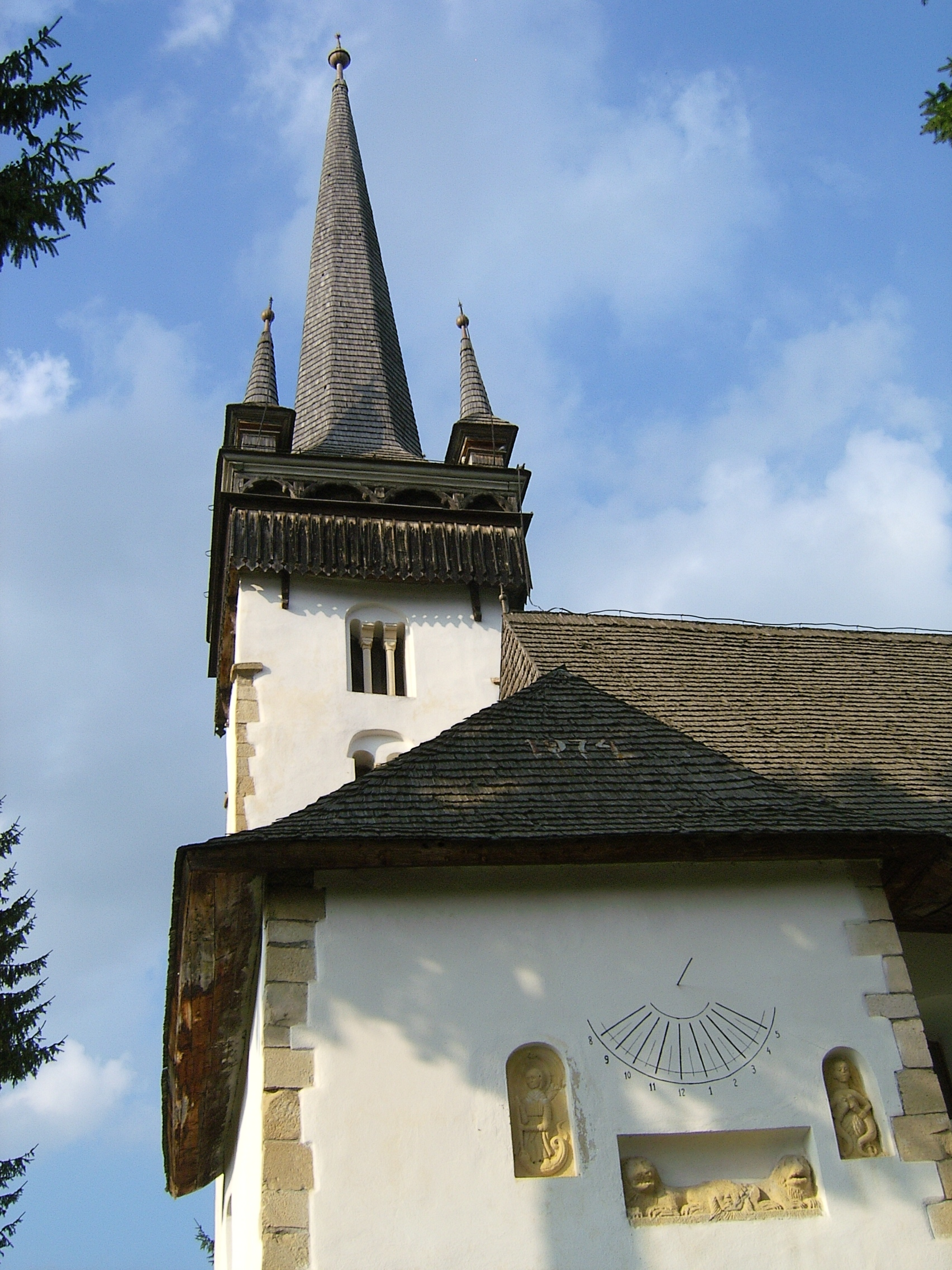
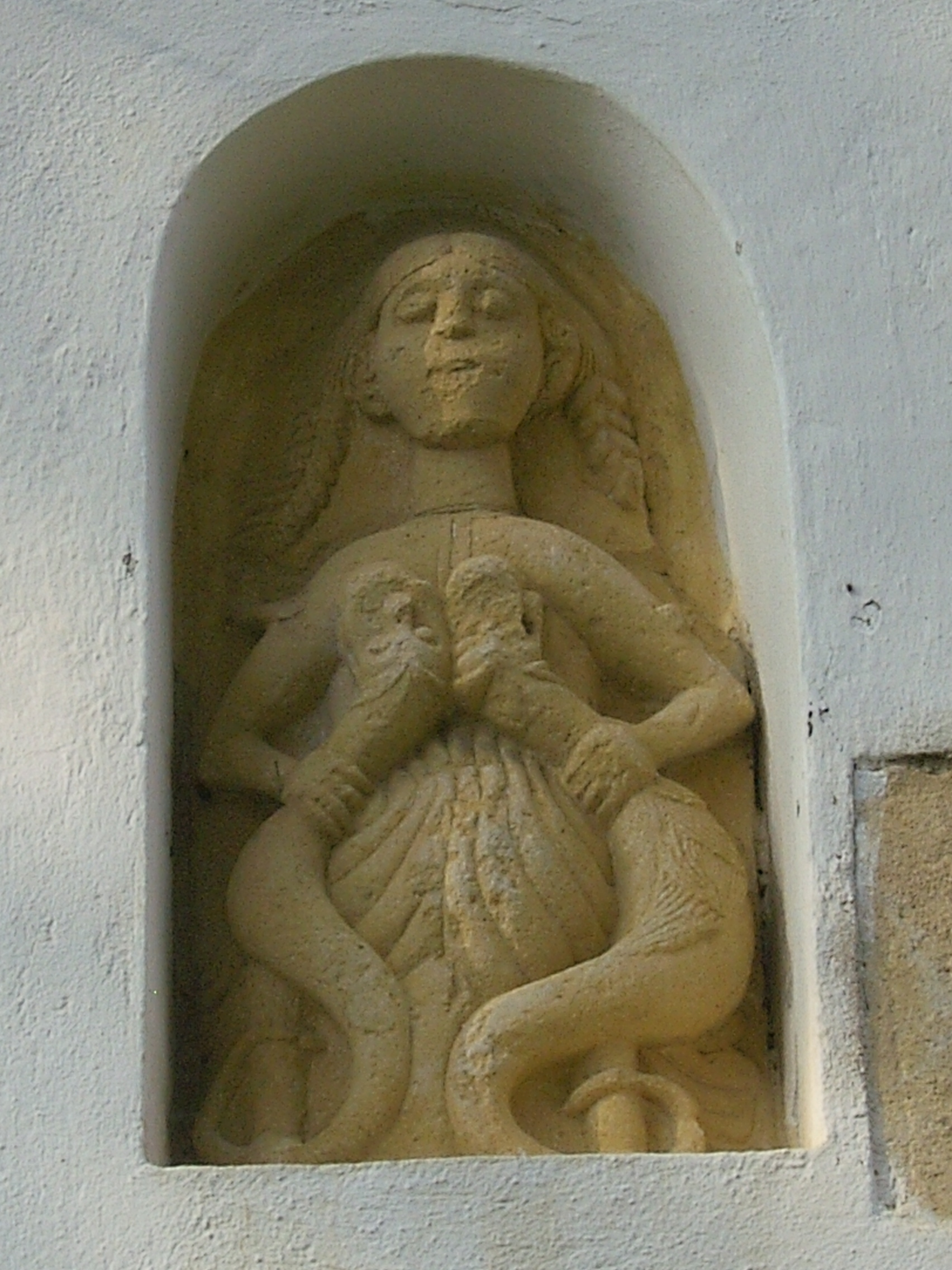
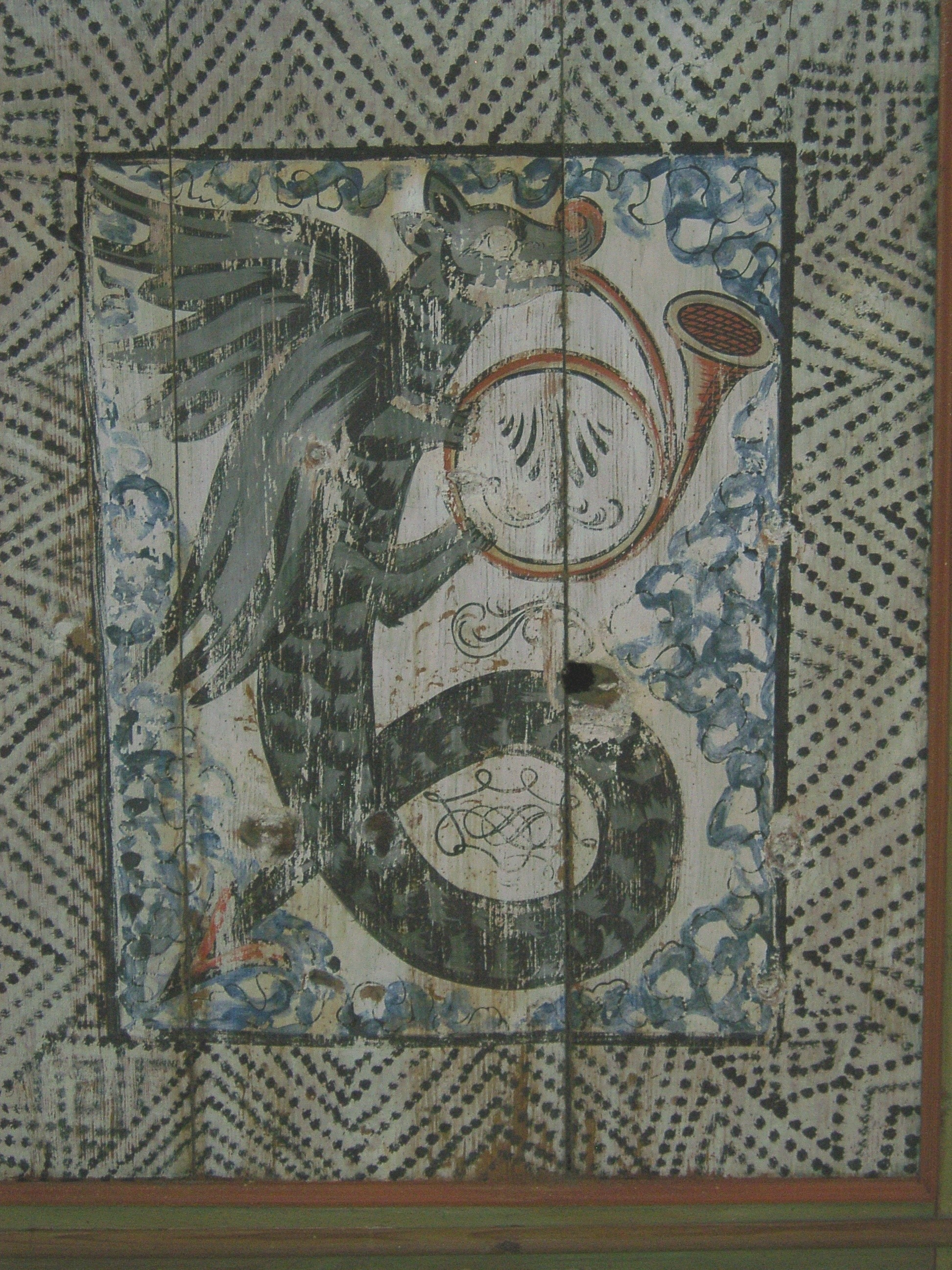
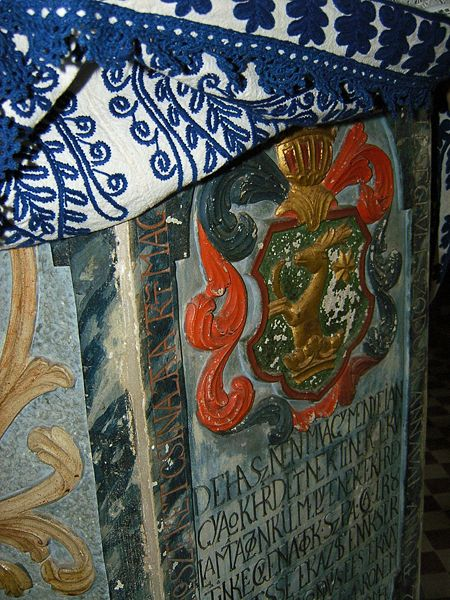
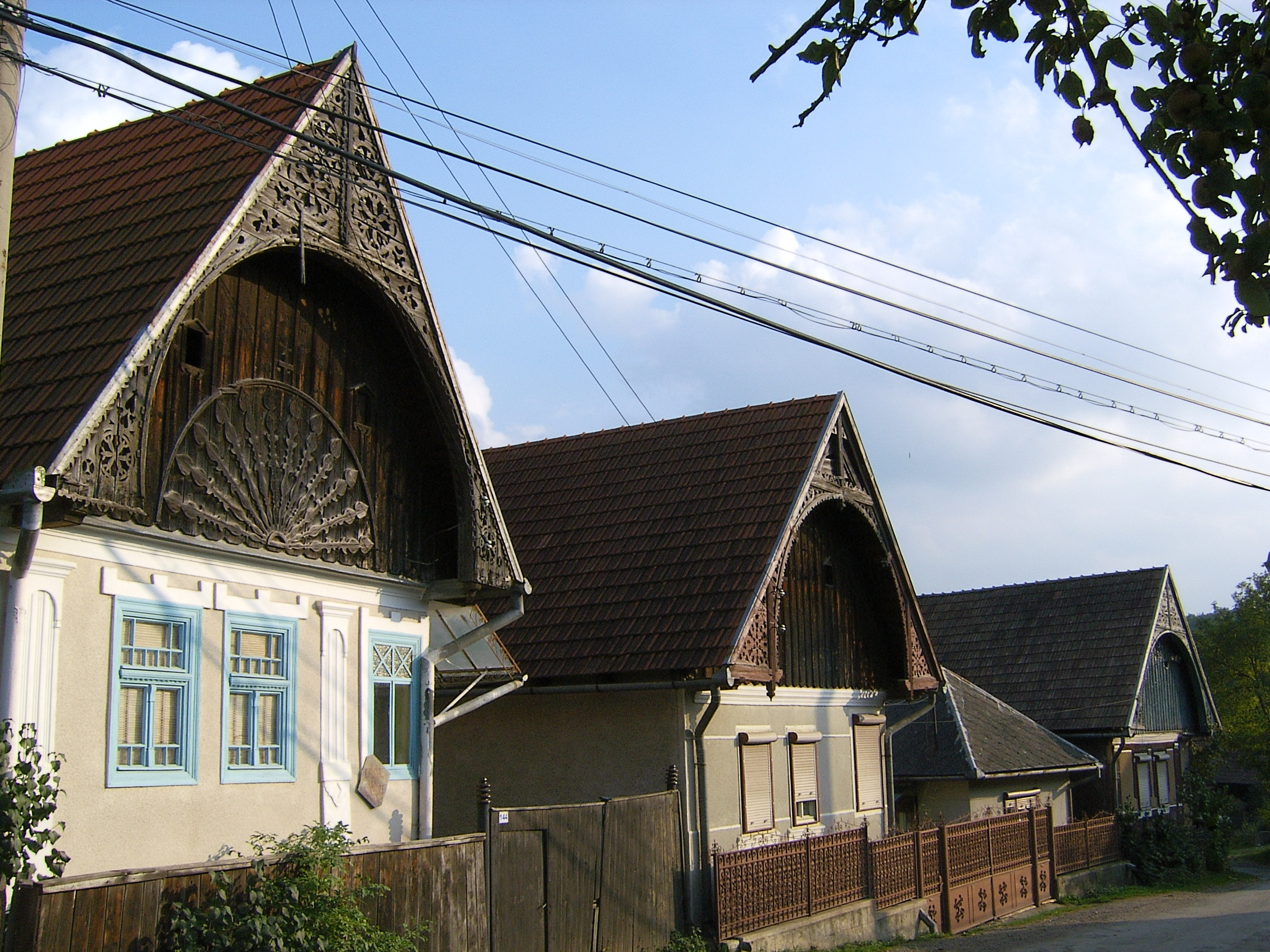
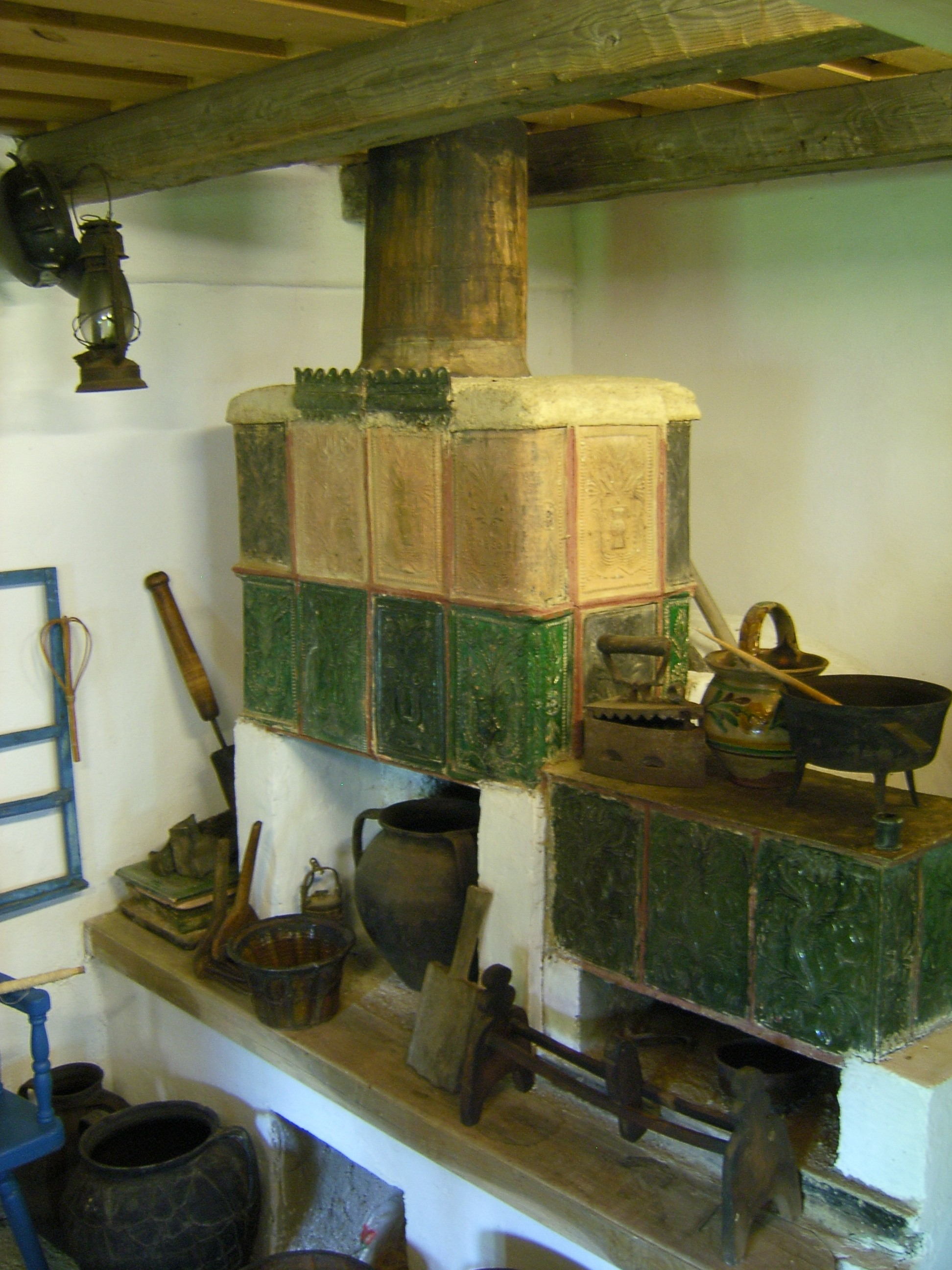
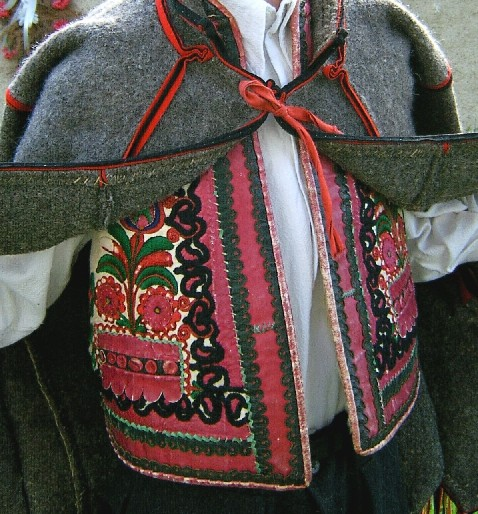